# Myrsine semiserrata
Myrsine semiserrata Wall. – gatunek roślin z rodziny pierwiosnkowatych (Primulaceae). Występuje naturalnie w Pakistanie, Indiach (Dżammu i Kaszmir, Himachal Pradesh, Uttarakhand, Asam i Arunachal Pradesh), Nepalu, Mjanmie, Tajlandii, Laosie, Wietnamie oraz Chinach (w prowincjach Guangdong, Hubei, Hunan, Kuangsi, Kuejczou, Syczuan i Junnan oraz Tybecie). 

## Morfologia
PokrójZimozielone drzewo lub krzew. Dorastające do 3–7 m wysokości.
LiścieBlaszka liściowa jest nieco skórzasta i ma eliptyczny lub lancetowaty kształt. Mierzy 5–9 cm długości oraz 2–2,5 cm szerokości, jest piłkowana na brzegu, ma klinową nasadę i spiczasty lub ostry wierzchołek. Ogonek liściowy jest nagi i ma 6–8 mm długości.
KwiatyZebrane w pęczkach wyrastających z kątów pędów. Mają 4 działki kielicha o owalnym kształcie i dorastające do 1 mm długości. Płatki są 4, eliptyczne i mają białą lub żółtawą barwę.
OwocePestkowce mierzące 5-7 mm średnicy, o kulistym kształcie.

## Biologia i ekologia
Rośnie w lasach i zaroślach. Występuje na wysokości od 500 do 2700 m n.p.m.